# Aeroportul Rennes – Saint-Jacques
Aeroportul Rennes – Saint-Jacques (IATA: RNS, ICAO: LFRN) este un aeroport din Saint-Jacques-de-la-Lande, Arondismentul Rennes, Ille-et-Vilaine, Bretania, Zona de apărare și securitate Vest⁠(d), Franța metropolitană, Franța ce deservește zona Rennes. Aeroportul a fost tranzitat în 2022 de 643.231 de pasageri. A fost deschis în 28 iulie 1933 și numit după zona deservită.
Situat la o altitudine de 37 m, aeroportul dispune de 2 piste. Este operat de Chambre de commerce et d'industrie d'Ille-et-Vilaine⁠(d).

## Infrastructură

### Piste
Aeroportul dispune de 2 piste. Pista 10/28 are suprafața de Bitum și dimensiunile 2.100 m × 45 m. Pista 14/32 are suprafața de Bitum și dimensiunile 850 m × 30 m. 